# Когаликольський сільський округ
Когалико́льський сільський округ (каз. Қоғалыкөл ауылдық округі, рос. Когалыкольский сельский округ) — адміністративна одиниця у складі Сирдар'їнського району Кизилординської області Казахстану. Адміністративний центр та єдиний населений пункт — село Когаликоль.
Населення — 2374 особи (2021; 2774 у 2009, 2771 у 1999, 2390 у 1989).
Станом на 1989 рік існувала Октябрська сільська рада (село Октябр).